# Џули Кавнер
Џули Дебора Кавнер (енгл. Julie Deborah Kavner; рођена: 7. септембар 1950. године) је америчка глумица. Позната је по томе што даје глас Марџ Симпсон, Пати и Селми Бувије и њиховој мајци Џеклин Бувије у ТВ серији Симпсонови.